# Mandathimmanahalli, Madhugiri
Mandathimmanahalli là một làng thuộc tehsil Madhugiri, huyện Tumkur, bang Karnataka, Ấn Độ.